# Talazoparib
Talazoparib, es vendido bajo la marca Talzenna. Es un medicamento utilizado para tratar el cáncer de mama metastásico o avanzado con mutación BRCA .   Generalmente se utiliza cuando otros tratamientos ya no funcionan o no son adecuados.  Este medicamento se toma por vía oral. 
Los efectos secundarios de este medicamento incluyen cansancio, niveles bajos de glóbulos rojos, náuseas, niveles bajos de glóbulos blancos y niveles bajos de plaquetas ;  otros efectos secundarios graves pueden incluir el síndrome mielodisplásico .  El uso de este medicamento durante el embarazo puede dañar al bebé.  Se pueden usar dosis más bajas en personas con problemas renales.  Es un inhibidor de la poli ADP ribosa polimerasa  y actúa bloqueando la reparación del ADN .  
Este medicamento fue aprobado para uso médico en los Estados Unidos en 2018 y en Europa en 2019.   En los Estados Unidos, una dosis típica cuesta alrededor de 16.000 dólares estadounidenses  al mes a partir de 2021.  Esta cantidad en el Reino Unido le cuesta al NHS unas 5.000 libras esterlinas. 